# Coire-Arosa
Coire-Arosa (Chur-Arosa) est une course cycliste suisse disputée entre Coire et Arosa, dans le canton des Grisons. Créée en 1981, il s'agit d'une course de côte destinée aux grimpeurs.
Des cyclistes réputés comme Beat Breu, Tony Rominger, Beat Zberg, Alex Zülle, Pascal Richard ou Stefan Küng ont inscrit leur nom au palmarès de l'épreuve.

## Palmarès

### Élites Hommes
| Année | Vainqueur              | Deuxième                  | Troisième              |
| ----- | ---------------------- | ------------------------- | ---------------------- |
| 1981  | Jean-Marie Grezet      | Niki Rüttimann            | Erwin Lienhard (nl)    |
| 1982  | Arno Küttel            | Gody Schmutz              | Niki Rüttimann         |
| 1983  | Beat Breu              | Arno Küttel               | Niki Rüttimann         |
| 1984  | Gerhard Zadrobilek     | Arno Küttel               | Acácio da Silva        |
| 1985  | Harald Maier           | Urs Grafer                | Arno Küttel            |
| 1986  | Arno Küttel            | Gody Schmutz              | Remo Thür              |
| 1987  | Helmut Wechselberger   | Arno Küttel               | Guido Winterberg       |
| 1988  | Beat Breu              | Arno Küttel               | Leo Schönenberger (de) |
| 1989  | Arno Küttel            | Karl Kälin                | Jörg Müller            |
| 1990  | Tony Rominger          | Jean-Claude Leclercq      | Marcel Bischof         |
| 1991  | Jean-Claude Leclercq   | Fabian Jeker              | Rudolf Parpan          |
| 1992  | Michael Engleman       | Herbert Niederberger (it) | Andrew Hampsten        |
| 1993  | Alex Zülle             | Pascal Richard            | Jean-Claude Leclercq   |
| 1994  | Mauro Gianetti         | Pascal Richard            | Heinz Imboden          |
| 1995  | Dieter Runkel          | André Wernli (nl)         | Pavel Tonkov           |
| 1996  | Mauro Gianetti         | Armin Meier               | Andrea Peron           |
| 1997  | Armin Meier            | Richard Chassot           | Rolf Huser (en)        |
| 1998  | Gianluca Tonetti       | Stefan Richner (de)       | Benoît Volery          |
| 1999  | Pascal Richard         | Daniel Paradis            | Peter Schnorf          |
| 2000  | Valentin Gross         | Peter Schnorf             | Mauro Gianetti         |
| 2001  | Stefan Richner (de)    | Hugo Jenni                | Pascal Hungerbühler    |
| 2002  | Valentin Gross         | Daniel Schnider           | Cédric Fragnière (de)  |
| 2003  | Florian Lüdi           | Bruno Büetiger            | Kurt Betschart         |
| 2004  | Peter Schnorf          | Martin Elmiger            | Marco Hartmann         |
| 2005  | Beat Zberg             | Roger Devittori           | Markus Zberg           |
| 2006  | Roger Beuchat          | Maciej Bodnar             | Roger Devittori        |
| 2007  | Roger Devittori        | Lukas Flückiger           | Marcel Siegfreid       |
| 2008  | pas de course          | pas de course             | pas de course          |
| 2009  | Laurent Beuret         | Roger Devittori           | Christian Heule        |
| 2010  | Roger Beuchat          | Patrick Schelling         | Roger Devittori        |
| 2011  | Patrick Schelling      | Roger Devittori           | Remo Schuler           |
| 2012  | Noé Gianetti           | Marcel Aregger            | Matteo Badilatti       |
| 2013  | Mirco Saggiorato       | Benjamin Dyball           | Paris Graziano         |
| 2014  | Stefan Küng            | Paris Graziano            | Matteo Badilatti       |
| 2015  | Kilian Frankiny        | Simon Brühlmann           | Matteo Badilatti       |
| 2016  | Patrick Schelling      | Cyrille Thièry            | Matteo Badilatti       |
| 2017  | Matteo Badilatti       | Joël Suter                | Emanuel Müller         |
| 2018  | Simon Vitzthum         | Damian Lüscher            | Paris Graziano         |
| 2019  | Simon Vitzthum         | Matthias Reutimann        | Luca Zanasca           |
| 2020  | Asbjørn Hellemose      | Simon Vitzthum            | Andrin Beeli           |
| 2021  | Alessandro Santaromita | Mattias Nordal            | Hagos Welay Berhe      |
| 2022  | Hagos Welay Berhe      | Andrin Beeli              | Oliver Mattheis        |
| 2023  | Thibault Rossier       | Nico Tambarikas           | Robin Kull             |
| 2024  | Yanis Markwalder       | André Kurmann             | Armin Dederichs        |

### Élites Femmes
| Année | Vainqueur           | Deuxième                | Troisième      |
| ----- | ------------------- | ----------------------- | -------------- |
| 2013  | Denise Breu         | Andrea Büchel           | Andrea Rudin   |
| 2014  | Alessia Nay         | Janine Hanselmann       |                |
| 2015  | Laila Orenos        | Sandra Weiss            | Martina Weiss  |
| 2016  | Laila Orenos        | Riccarda Mazzotta (en)  | Nina Zoller    |
| 2017  | Marlen Reusser      | Nina Zoller             | Marcia Eicher  |
| 2018  | Clara Koppenburg    | Martina Krähenbühl (de) | Nina Zoller    |
| 2019  | Lara Krähemann (en) | Nicole Hanselmann       | Sarah Tihanyi  |
| 2020  | Petra Stiasny       | Ramona Forchini         | Claudia Sutter |
| 2021  | Petra Stiasny       | Nina Zoller             | Ginia Caluori  |
| 2022  | Martina Krähenbühl  | Ginia Caluori           | Aglaia Forrer  |
| 2023  | Rahel Aschwanden    | Aglaia Forrer           | Nicole Suter   |
| 2024  | Nina Zoller         | Stephanie Wunderle      | Manuela Hartl  |

### Espoirs Hommes
| Année | Vainqueur            | Deuxième         | Troisième    |
| ----- | -------------------- | ---------------- | ------------ |
| 2022  | Daniel Schönenberger | Roman Holzer     | Kenny Dobler |
| 2023  | André Kurmann        | Yanis Markwalder | Levi Messmer |
| 2024  | Alessio Bragagna     | Tim Riesen       | Joel Iten    |

### Amateurs Hommes
| Année | Vainqueur         | Deuxième        | Troisième            |
| ----- | ----------------- | --------------- | -------------------- |
| 2013  | Roger Devittori   | Karlheinz Risch | Matthias Reutimann   |
| 2014  | Roger Devittori   | Nico Brüngger   | Karlheinz Risch      |
| 2015  | Roger Devittori   | Paris Graziano  | Thomas Schmid        |
| 2016  | Paris Graziano    | Roger Devittori | Yuri Marsico         |
| 2017  | Jonas Kaelin      | Marco Hässig    | Florian Evertse      |
| 2018  | Wout Driever      | Iwan Hasler     | Philippe Reuland     |
| 2019  | Nils Brun         | Luca Widmer     | Thomas Steiner Hefti |
| 2020  | Niki Hug          | Kevin Zürcher   | Niels Knipp          |
| 2021  | Raphael Krähemann | Armin Dederichs | Niki Hug             |
| 2022  | Roger Jenni       | Matthias Ludwig | Thomas Steiner Hefti |
| 2023  | Andrin Züger      | Kenny Dobler    | Pascal Nay           |
| 2024  | Jonas Müller      | Linus Gerber    | Pascal Nay           |

### Masters Hommes
| Année | Vainqueur       | Deuxième                | Troisième       |
| ----- | --------------- | ----------------------- | --------------- |
| 2017  | Roger Devittori | Marcel Huber            | Patric Jaun     |
| 2018  | Paris Graziano  | Roger Devittori         | Emmanuel Müller |
| 2019  | Luca Zanasca    | Emmanuel Müller         | Roger Devittori |
| 2020  | Wout Driever    | Roger Devittori         | Michele Paonne  |
| 2021  | Wout Driever    | Alessandro Castelanelli | Patric Jaun     |
| 2022  | Roger Devittori | Mathieu Iselin          | Florian Wirth   |
| 2023  | Luís Nogueira   | Peter Clauß             | Wout Driever    |
| 2024  | Luís Nogueira   | Mateusz Ossowski        | Michael Weyer   |

### Juniors Hommes
| Année | Vainqueur              | Deuxième             | Troisième        |
| ----- | ---------------------- | -------------------- | ---------------- |
| 2013  | Joachim Linder         | Lorenzo Delcò        | Gordian Banzer   |
| 2014  | Joachim Linder         | Émile Garbani-Nerini | Luis Hartl       |
| 2015  | David Wistorf          | Tobias Meier         | Dominik Ballat   |
| 2016  | Robin Spiess           | Noah Schriber        | Jonas Döring     |
| 2017  | Alessandro Santaromita | Nils Brun            | Jonathan Bögli   |
| 2018  | Dominik Bieler         | Nicolò De Lisi       | Luca Brugger     |
| 2019  | Thibault Rossier       | Jakob Klahre         | Justin Weder     |
| 2020  | Luca Jenni             | Samuel Aimi          | Yannick Reichen  |
| 2021  | Roman Holzer           | Samuel Aimi          | Joël Tinner      |
| 2022  | Mauro Hassler          | Roberto Sesana       | Diego Casagrande |
| 2023  | Alessio Bragagna       | Raul Schneider       | Karim Mliki      |
| 2024  | Vasco Lambrughi        | Max Gnädinger        | Mauro Dürr       |

### Débutants Hommes
| Année | Vainqueur      | Deuxième              | Troisième        |
| ----- | -------------- | --------------------- | ---------------- |
| 2016  | Karel Vacek    | Jonathan Bögli        | Dominik Bieler   |
| 2017  | Janis Baumann  | Fabio Christen        | Marvin Müller    |
| 2018  | Justin Weder   | Jon Kister            | Flavio Cadalbert |
| 2019  | Jan Christen   | Yanis-Eric Markwalder | Tim Rey          |
| 2020  | Emil Herzog    | Jonas Müller          | Zenith Pradella  |
| 2021  | Félix Sprenger | Raul Schneider        | Nils Lanter      |
| 2022  | Nicolas Bialon | Nicola Zumsteg        | Nicolas Ginter   |
| 2023  | Fynn Lanter    | Loïc Schertenleib     | Andri Steinmann  |
| 2024  | Gian Müller    | Louis Munk            | Jann Salm        |

### + de 60 ans Hommes
| Année | Vainqueur        | Deuxième          | Troisième        |
| ----- | ---------------- | ----------------- | ---------------- |
| 2014  | Eric Wiedler     | Roland Häring     | Jon Florinett    |
| 2015  | Mathias Dietsche | Roland Wildi      | Jörgen Kuhn      |
| 2017  | Urs Flüeler      | Erich Meier       | Gabor Hinder     |
| 2018  | Alwin Hiestand   | Ewald Wolf        | Stefan Lüscher   |
| 2019  | Urs Flüeler      | Jürgen Brügger    | Norbert Schlumpf |
| 2020  | Ardin Pfaff      | Ewald Wolf        | Daniel Oppliger  |
| 2021  | Erwin Hickl      | Wilhelm Siebert   | Franz Gallati    |
| 2022  | Heinz Stöckli    | Alwin Hiestand    | Marcel Rieser    |
| 2023  | Willy Fehlmann   | Oreste Wernli     |                  |
| 2024  | Mathias Arpagaus | Pedro Nyffenegger | Ewald Wolf       |

### Juniors Femmes
| Année | Vainqueur           | Deuxième      | Troisième      |
| ----- | ------------------- | ------------- | -------------- |
| 2016  | Alessandra Keller   | Corina Hasler | Rebecca Hasler |
| 2017  | Lara Krähemann (en) | Morena Graf   | Rebecca Hasler |

### Débutantes Femmes
| Année | Vainqueur   | Deuxième    | Troisième     |
| ----- | ----------- | ----------- | ------------- |
| 2017  | Noemi Rüegg | Lara Stehli | Mélanie Zahno |